# Pandemia de COVID-19 en Colorado
Los primeros casos de la pandemia de enfermedad por coronavirus en Colorado, estado de los Estados Unidos, inició el 5 de marzo de 2020. Hay 30.539 casos confirmados y 1.647 fallecidos.

## Cronología

### Marzo
El 5 de marzo, los funcionarios de salud pública informaron los primeros dos casos de coronavirus en el estado. El primer caso fue un hombre de unos 30 años que visitó el condado de Summit que tuvo contacto con un caso confirmado en California. El segundo caso fue una anciana en el condado de Douglas que había viajado en un crucero internacional. Ambos casos se consideraron presuntos positivos; habían sido probados por el estado pero no habían sido enviados a los Centros para el Control y la Prevención de Enfermedades (CDC) para su verificación.
El 10 de marzo, el gobernador Jared Polis declaró el estado de emergencia. Polis también anunció 17 casos presuntos positivos totales en el estado. El estado anunció un centro de pruebas de manejo para pacientes con una nota del médico en el vecindario Lowry de Denver, sin costo alguno para los pacientes.
El 13 de marzo, Colorado reportó su primera muerte relacionada con COVID-19: una mujer de 80 años con problemas de salud subyacentes del condado de El Paso. Para compensar la pérdida de personal médico en cuarentena, el gobernador Jared Polis pidió a los ex médicos y enfermeras que se unieran a la fuerza laboral médica estresada. Debido a las bajas temperaturas, el servicio de pruebas de conducción de Lowry no funcionó. El estado planeó trasladar las pruebas de manejo al Coliseo de Denver, a partir del 14 de marzo, sujeto al clima. Las pruebas en el Coliseo atenderían a un máximo de 150 pacientes. El Departamento de Salud Pública y Medio Ambiente de Colorado (CDPHE) también planeó trasladar el servicio de acceso a lugares estratégicos según lo justifique. En Aspen, diez vacacionistas de esquí australianos fueron confirmados con el virus, y otros tres rechazaron la prueba. Los tres australianos que rechazaron las pruebas fueron puestos en cuarentena durante dos semanas. Michael Larson, de Crested Butte, en el condado de Gunnison, propietario de Mikey's Pizza, murió de COVID-19, el 13 de marzo de 2020. Su prueba para el coronavirus se realizó post mortem y se recibió el 23 de marzo. Fue la primera muerte. en el condado de Gunnison, y también uno de los primeros en Colorado.
El 18 de marzo, el gobernador Jared Polis cerró las escuelas hasta el 17 de abril y prohibió las reuniones de más de 10 personas durante los siguientes 30 días. Polis también ordenó que las estaciones de esquí permanezcan cerradas hasta el 6 de abril. El gobernador también expresó su frustración por la indiferencia respecto al distanciamiento social y anunció la creación de un fondo para ayudar a los habitantes de Colorado afectados por COVID-19. El condado de San Miguel se convirtió en el primer condado de la nación en planear evaluar a todos sus residentes. También ordenó a los residentes "refugiarse en el lugar". Las ventas de armas se dispararon en Colorado, junto con papel higiénico y desinfectante para manos, miles de habitantes de Colorado también están alineados con la tendencia nacional de abastecerse de armas.

### Abril

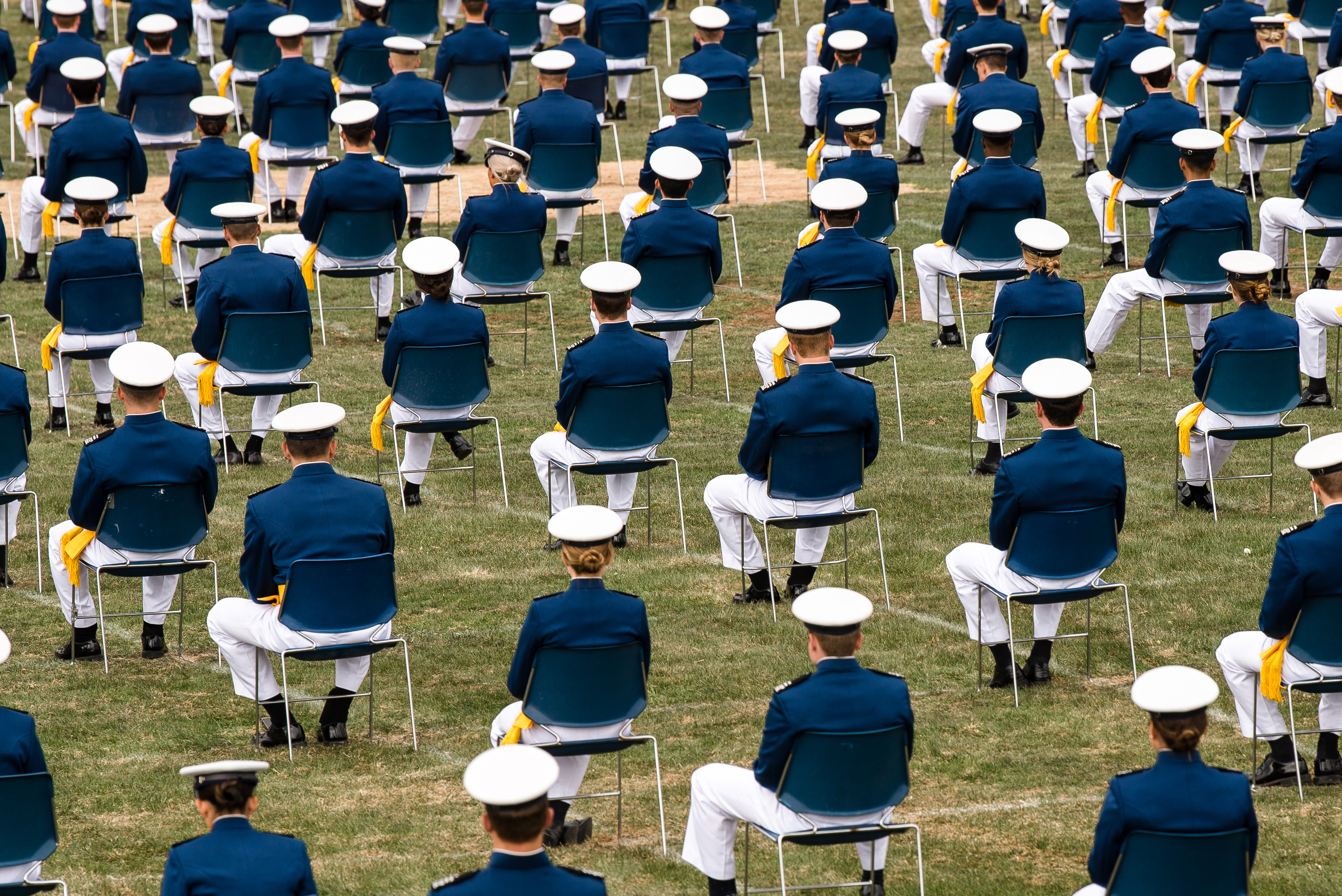
Cadetes de la graduación 2020 de la Fuerza Aérea de los Estados Unidos en Colorado Springs respetan el distanciamiento social.

El 1 de abril, se realizan pautas para la priorización de pacientes, con 3,342 casos y 620 personas hospitalizadas con COVID-19, Los médicos podrían verse obligados a decidir qué pacientes tratar. Sobre la nueva directriz, el Dr. Matthew Wynia, director del Centro de Bioética y Humanidades en el CU Anschutz Medical Campus, dijo: "Esta es una guía estatal sobre cómo hacer el triaje de la manera más éticamente defendible".
El 3 de abril, el gobernador Jared Polis pidió a los habitantes de Colorado que usaran máscaras faciales de tela no médicas al salir.
El 18 de abril, se planean protestas contra la orden de quedarse en casa que tendrá lugar el 19 de abril, en el capitolio. Para conmemorar la graduación del 18 de abril de cadetes de la Academia de la Fuerza Aérea en Colorado Springs, incluidos los primeros cadetes que se encargaron de la recién creada Fuerza Espacial, el equipo de exhibición de los USAF Thunderbirds de la Fuerza Aérea de los Estados Unidos lanzó su plan de vuelo para que sus F-16 volaran mucho del colegio Front Range, desde Boulder hasta Pueblo. El vuelo también está destinado a honrar a los socorristas y los trabajadores esenciales que actualmente ayudan a combatir el coronavirus.
El 19 de abril, antes de la protesta del domingo en el Capitolio de Colorado, el gobernador Polis informó al público a través de un portavoz del derecho de protesta del estado, con la esperanza de que los que protestaban lo hicieran de manera segura. También expresó su deseo de reabrir negocios y levantar algunas restricciones en un corto período de tiempo. Los trabajadores de la salud contrademandan contra manifestantes en el Capitolio.
El 20 de abril, se abrió un refugio de 24 horas en The Denver Coliseum para mujeres y personas sin hogar transgénero.

#### Estadísticas en junio

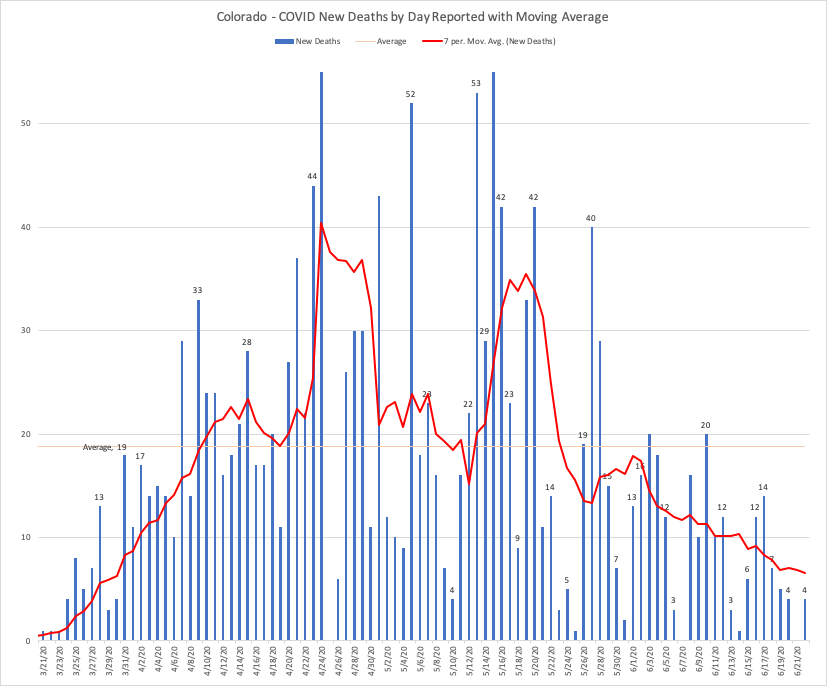
Gráfico de casos de COVID-19 en Colorado por condado.

### Mayo
El 1 de mayo, el gobierno de la ciudad de Lone Tree ordenó el uso de máscaras dentro de los edificios minoristas. La orden entrará en vigencia del 8 al 26 de mayo. Tiene exenciones para niños menores de dos años y personas con dificultades respiratorias.

## Respuesta gubernamental

### Primeras acciones contra la pandemia

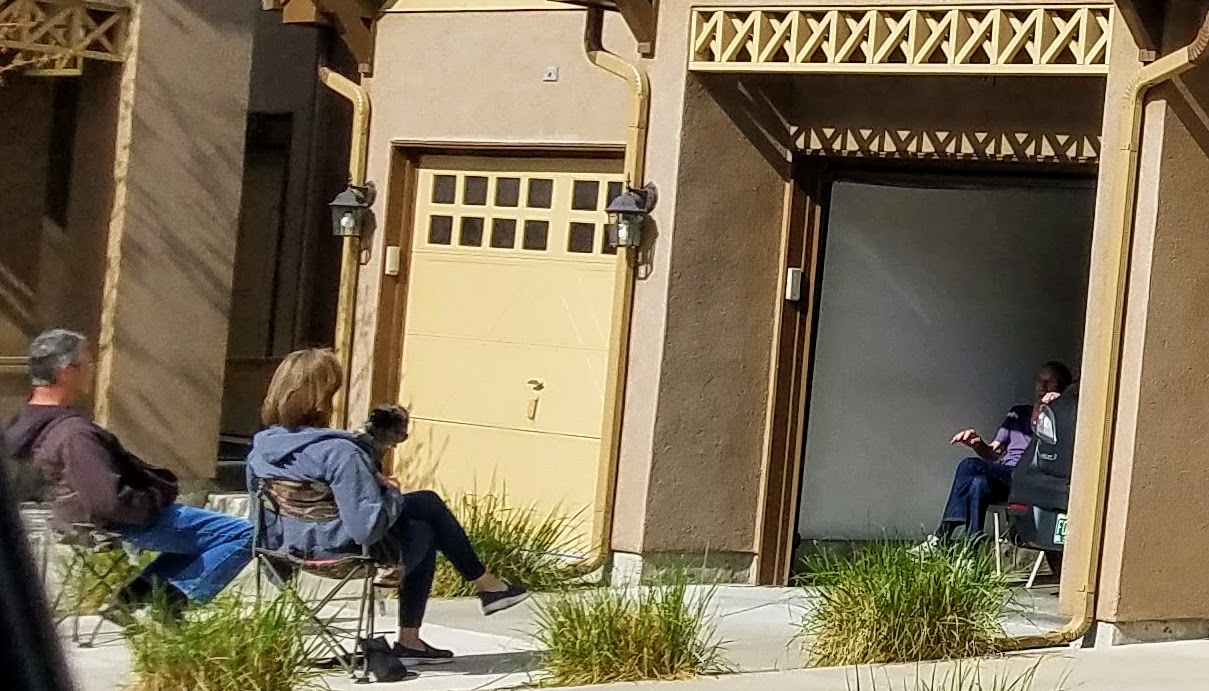
Personas visitándose y respetando el distanciamiento social en el condado de Jefferson.

El 10 de marzo, el gobernador Jared Polis declaró el estado de emergencia, ordenando al Departamento de Trabajo y Empleo del estado que desarrolle reglas para exigir que los empleados en sectores como el servicio de alimentos y la atención médica reciban licencia por enfermedad si muestran síntomas. La orden ejecutiva del 14 de marzo de cerrar las áreas de esquí durante una semana fue la segunda acción más significativa del gobernador.
El 22 de marzo, el gobernador Jared Polis ordenó a las empresas no esenciales reducir la cantidad de personas físicamente presentes en el lugar de trabajo en un 50 por ciento, y más si es posible.
Colorado estaba listo para comprar 500 ventiladores antes de que la Agencia Federal para el Manejo de Emergencias entrara y los comprara primero. Trump anunció en Twitter que el gobierno federal enviaría 100 ventiladores a Colorado a solicitud del senador Cory Gardner. El incidente provocó que el Gobernador Polis hiciera futuras compras de suministros en secreto.

### Autoaislamiento de funcionarios del gobierno
El 17 de marzo, tanto el senador Cory Gardner como el representante Jason Crow eligieron la cuarentena por 14 días, hasta el 25 de marzo. Tanto Gardner como Crow interactuaron con un colorado que dio positivo por COVID-19 el 11 de marzo. Los legisladores representaron dos de los 14 miembros del Congreso de los Estados Unidos que decidieron someterse a cuarentena.
El 19 de marzo, la representante estatal de Colorado, Dafna Michaelson Jenet, informó haber dado positivo por coronavirus. Michaelson Jenet fue el primer miembro de la Asamblea General de Colorado en reportar un resultado positivo para coronavirus y eligió la cuarentena en su hogar. Michaelson Jenet estuvo en el Capitolio de Colorado el 14 de marzo, el día que cerró debido al virus.